# The Merv Griffin Show
The Merv Griffin Show är en amerikansk pratshow med Merv Griffin som värd. Serien hade premiär den 1 oktober 1962 på NBC. Den sändes sedan i omgångar på flera kanaler fram till 1986. 
Under programmets 25 år gästades The Merv Griffin Show av mer än 25 000 gäster, däribland många viktiga personer kulturellt, politiskt och musikaliskt under 1960-, 1970- och 1980-talen. Bland dessa märks fyra amerikanska presidenter, Richard Nixon, Gerald Ford, Jimmy Carter och Ronald Reagan. Men även andra inflytelserika personer i samhällsfrågor som Martin Luther King, Rosa Parks, Dr. Jonas Salk och Robert F. Kennedy. 
Legendariska skådespelare och regissörer som medverkade i programmet inkluderar Orson Welles, John Wayne, Judy Garland (som även agerade gästvärd för ett program i januari 1969, sex månader före sin död), Doris Day, Rita Hayworth, Robert De Niro, Tom Cruise, Sophia Loren, George Clooney, Tom Hanks, Gene Wilder, Francis Ford Coppola, Dustin Hoffman, Clint Eastwood och Grace Kelly. 
Musikartister och kompositörer från Devo till Aretha Franklin, Andrew Lloyd Webber, Marvin Gaye, Merle Haggard, The Bee Gees och Johnny Cash gästade även programmet. Whitney Houston gjorde sin tv-debut i The Merv Griffin Show 1983. Även många sportprofiler gästade programmet, däribland Muhammad Ali, Joe Namath, Roger Maris, Willie Mays och Reggie Jackson. 
Dessutom medverkade många av den tidens främsta komiker i programmet, däribland George Carlin, Richard Pryor, Andy Kaufman, Steve Martin och Jerry Seinfeld, som gjorde sin tv-debut i programmet 1981. Andra noterbara gäster som sällan framträdde i tv, men som medverkade i programmet, var Andy Warhol, Norman Rockwell och Salvador Dalí. 